# Un sapore di ruggine e ossa
Un sapore di ruggine e ossa (De rouille et d'os) è un film del 2012 diretto da Jacques Audiard basato sulla raccolta di racconti Ruggine e ossa (Rust and Bone) di Craig Davidson.

## Trama
Nel sud della Francia, l'addestratrice di orche Stephanie si ritrova improvvisamente costretta sulla sedia a rotelle in seguito ad un tragico incidente accadutole durante lo show al Marineland d'Antibes. Un giorno conosce il giovane Ali, che si arrangia con piccoli lavori e arrotonda con combattimenti clandestini, e suo figlio di 5 anni Sam. Tra i due nasce un'amicizia che più tardi, dopo che Ali rischierà di perdere il figlio, si trasformerà in qualcosa di più importante.

## Promozione
Il primo trailer del film è stato diffuso online il 12 aprile 2012.

## Distribuzione
Il 17 maggio 2012 il film è stato presentato in concorso al 65º Festival di Cannes; lo stesso giorno è stato distribuito nelle sale francesi. In Italia è uscito nelle sale il 4 ottobre 2012.

## Riconoscimenti
- 2013 - Golden Globe
  - Candidatura per il Miglior film straniero (Francia)
  - Candidatura per la Miglior attrice in un film drammatico a Marion Cotillard
- 2013 - Premio BAFTA
  - Candidatura per il Miglior film straniero (Francia)
  - Candidatura per la Miglior attrice protagonista a Marion Cotillard
- 2013 - Screen Actors Guild Award
  - Candidatura per la Miglior attrice cinematografica a Marion Cotillard
- 2013 - Premio César
  - Migliore promessa maschile a Matthias Schoenaerts
  - Migliore adattamento a Jacques Audiard e Thomas Bidegain
  - Miglior montaggio a Juliette Welfling
  - Migliore colonna sonora a Alexandre Desplat
  - Candidatura per il Miglior film
  - Candidatura per il Miglior regista a Jacques Audiard
  - Candidatura per la Miglior attrice protagonista a Marion Cotillard
  - Candidatura per la Migliore fotografia a Stéphane Fontaine
  - Candidatura per il Miglior sonoro a Brigitte Taillandier, Pascal Villard e Jean-Paul Hurier
- 2012 - Festival di Cannes
  - Candidatura per la Palma d'oro a Jacques Audiard
- 2013 - Premio Magritte
  - Candidatura per il Premio Magritte per il miglior film straniero in coproduzione